# Shishani
Shishani Vranckx (Windhoek, 1988), beter bekend als Shishani, is een Belgisch-Namibische singer-songwriter, gitarist en musicoloog uit Nederland.

## Biografie
Shishani werd geboren in Windhoek. Ze is de dochter van een Belgische vader en een Namibische moeder. Haar ouders leerden elkaar kennen in het ziekenhuis, waar haar vader als psychiater en haar moeder als verpleegkundige werkte. Dit was in een tijd waarin gemengde relaties bij wet verboden waren. Toen Shishani vijf jaar was, verhuisde het gezin naar Zuidlaren. Daar kwamen ze toevalligerwijs, door vaders werk, terecht. Deze verhuizing volgde kort nadat Namibië onafhankelijk werd. Shishani bracht haar jeugd door in Drenthe en Groningen. Ze groeide op tussen twee culturen, als een van de weinige gekleurden op het gymnasium. Na de middelbare school volgde ze een bacheloropleiding in antropologie en een masteropleiding in muziekwetenschappen. In 2011 liep ze voor haar bachelor stage in Namibië.
Shishani valt op vrouwen en omschrijft zichzelf als queer. Haar naam betekent 'kroon' in een van de Namibische talen.

## Carrière
Shishani maakt geëngageerde liedjes, die gaan over mensenrechten, corruptie en het milieu. Naar eigen zeggen is ze opgegroeid met "het nadenken over hoe de maatschappij in elkaar zit en hoe de verdeling totaal scheef is". Vanaf jonge leeftijd merkte ze hoe haar moeder - ondanks haar intelligentie - werd behandeld "als een migrant", "hoe er anders met mijn vader werd omgegaan".
In 2012 was Shishani in Namibië aanwezig tijdens een conferentie voor jonge lesbische vrouwen. Deze vrouwen waren verstoten, mishandeld of "correctief verkracht". Na afloop was Shishani gebroken door de verhalen die ze had gehoord en schreef diezelfde dag nog het nummer 'Minority'. Het is een persoonlijk en sociaal strijdbaar lied, waarin ze pleit voor gelijke rechten voor iedereen, en dus ook voor queers. Het gaat over tegen de stroom in je eigen identiteit vormgeven, over kunnen liefhebben wie je wilt en in vrijheid mogen zijn wie je bent. Het werd haar doorbraak in Namibië, een land dat ze zou omschrijven als "absoluut geen veilige plek voor queer- en transpersonen".
Shishani schipperde lange tijd tussen Nederland en Namibië, op zoek naar een manier om het Namibische muzikale erfgoed eer aan te doen. In 2015 zette ze het kwartet The Namibian Tales op. Hiermee wilde ze een ode brengen aan traditionele Namibische muziek. Het idee ontstond in de Kalahari-woestijn, waar ze de San-mensen ontmoette en samen met vier vrouwen muziek maakte. Deze muziek nam ze ter plekke op en mixte ze in Nederland tot complete nummers. Dit resulteerde in het album Itaala, dat in het Oshiwambo 'geloof' betekent. Na het verschijnen van het album trad Shishani zowel in Nederland als internationaal met deze vrouwen op.
In 2019 richtte Shishani de all-female band Miss Catharsis op, waarbij de gekleurde vrouw centraal staat. Met deze band bracht ze in januari 2022 haar grote hit 'Minority' opnieuw, in een vernieuwde versie, uit. Later in 2022 volgt de extended play. De band grijpt terug op de roots van de zwarte muziek, van soul tot jazz. De nummers gaan expliciet over de ervaringen van vrouwen van kleur.
Naast de band Miss Catharsis is Shishani ook de oprichtster van Sisterhood, een collectief van 11 vrouwen. Deze kunstenaressen hebben een gedeeld erfgoed: allen komen ze uit een land dat in het verleden door Nederland werd gekoloniseerd.

## Discografie

### Albums
- 2016: Itaala (met The Namibian Tales)

### Extended plays
- 2022: Miss Catharsis (met Miss Catharsis)

### Singles
- 2012: 'Minority'
- 2012: 'Clean Country'
- 2021: 'Try'
- 2021: 'Belong To You'
- 2022: 'Minority' (Miss Catharsis version)